# Hyalopsora adianti-capilli-veneris
Hyalopsora adianti-capilli-veneris är en svampart som först beskrevs av Augustin Pyrame de Candolle, och fick sitt nu gällande namn av Hans Sydow 1903. Hyalopsora adianti-capilli-veneris ingår i släktet Hyalopsora och familjen Pucciniastraceae.   Inga underarter finns listade i Catalogue of Life.